# Martin Marietta X-24A
O Martin Marietta X-24A foi uma aeronave experimental estadunidense desenvolvido a partir da união USAF-NASA no programa denominado de PILOT (1963-1975). Ele foi projetado e construído para testar o conceito de corpo sustentante, experimentando o conceito de reentrada e aterrissagem sem motor, posteriormente usado pelo ônibus espacial.

## Histórico operacional
O X-24A voou 28 vezes no programa que, tal como o HL-10, validou a noção de que o ônibus espacial poderia pousar sem motor. A maior velocidade alcançada com o X-24A foi de 1667 km/h ou Mach 1.6). Sua altitude máxima foi de 21,8 km. Trabalhou com um motor de foguete XLR-11 com um impulso de vácuo teórico  máximo de 37,7 kN.
O X-24A foi alterado no plano X-24B, mais estável e com uma forma completamente diferente, em 1972. A forma de bolbo do X-24A foi convertido em uma forma de "prato flutuante" com um topo arredondado, a parte inferior plana e uma dupla asa delta com uma extremidade pontiaguda. Foi a base do Martin SV-5J. A forma do X-24A foi usada para o NASA X-38.

## Pilotos do X-24A
- Jerauld R. Gentry - 13 voos
- John A. Manke - 12 voos
- Cecil W. Powell - 3 voos